# Марк Антий Кресцент Калпурниан
Марк Антий Кресцент Калпурниан (на латински: Marcus Antius Crescens Calpurnianus) е политик и сенатор на Римската империя.
Произлиза от фамилията Антии. Между 182/203 г. той е легат, управител на римската провинция Британия след Пертинакс (185 – 187). Сменен е от Клодий Албин (191 – 197). Около 200 г. той е управител на римската провинция Македония.